# 홍채 이색증

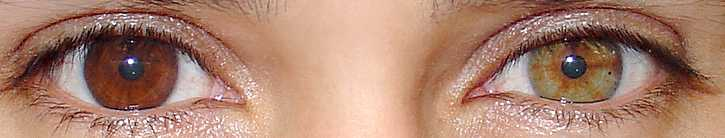
홍채 이색증인 사람의 눈

홍채 이색증(虹彩異色症, 영어: Heterochromia iridum) 혹은 오드아이(odd-eye) 일반적으로 양쪽 눈의 색깔이 다른 현상을 일컫는 의학용어이다. 홍채 이색증이라는 단어보다는 오드아이 라는 표현이 더 자주 쓰인다.
'오드 아이'(영어: odd-eye)는 눈이 짝짝이라는 뜻이며, 보통 양쪽 눈 색깔이 다를 때 쓰인다. 의학적으로는 홍채 세포의 DNA 이상으로 멜라닌 색소 농도 차이 때문에 생기는 현상이다. 과다색소침착과 과소색소침착에서 비롯된다. 선천적으로 나타나는 경우가 96%이며 주로 코카서스 혈통에서 나타난다. 후천적으로 나타나는 경우는 외상이나 녹내장 치료를 위한 약물 치료 때문에 생기는 것인데, 이런 경우는 실명할 위험이 있다.
다른 동물에 비해 인간에게는 자주 일어나지 않는 현상이며, 개와 고양이에게서 찾아볼 수 있다. 고양이의 경우는 페르시안과 터키시 앙고라 , 카오마니 등의 흰 색 고양이에게서 자주 발견되는 편인데 과다색소 쪽은 짙은 갈색, 과소색소 쪽은 파란 색을 띤다.
오드 아이를 가진 것으로 잘 알려진 인사로는 배우 케이트 보즈워스, 가수 데이빗 보위, 야구선수 워싱턴 내셔널스의 투수 맥스 슈어저가 있다.

## 같이 보기
- 홍채